# 奧吉伊夫齊
49°50′2″N 27°17′40″E / 49.83389°N 27.29444°E
奧希伊夫齊（烏克蘭語：Огіївці）是位於烏克蘭西部的村莊，由赫梅利尼茨基州裡赫梅利尼茨基區的舊康斯坦丁尼夫市鎮負責管轄。該村面積4.07平方公里，海拔高度306米，2001年人口363，人口密度每平方公里89.2人。